# Mühlethurnen
Mühlethurnen es una comuna suiza del cantón de Berna, situada en el distrito administrativo de Berna-Mittelland. Limita al norte con la comuna de Kirchenthurnen, al este con Mühledorf y Kirchdorf, al sur con Lohnstorf, y al oeste con Riggisberg.
Hasta el 31 de diciembre de 2009 situada en el distrito de Seftigen.

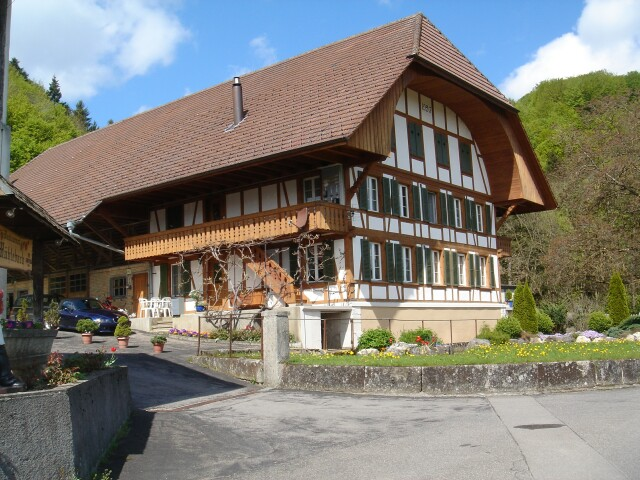
Mühlethurnen